# 니타천
니타천(仁田川)은 쓰시마섬의 가미쓰시마의 중앙부를 서쪽으로 흘러갈 수 있도록 하는 니타만(仁田湾, 부산해협)을 연결시켜 주는 2급 하천이다. 이 하천의 유역은 나가사키현 쓰시마시에 속하고 있다. 이 하천이 가미쓰시마 일대를 가로지르는 쓰시마섬에서 가장 큰 하천으로, 유역의 면적은 총합 79.9제곱킬로미터이다. 그러나 니타천은 나가사키현의 주요 하천 중 혼묘천, 사자천, 가와타나천 다음으로 네 번째로 긴 하천이기도 하다. 
또한 총 연장은 12.9km, 수원의 최고 고도는 343m로 비교적 높은 축에 속하게 된다.

## 주요 하천 시설
주요 하천 시설에는 메호로댐과 니타댐으로 구분된다. 두 댐들 중에서 니타댐은 1978년에 축조된 것이고, 메호로댐은 1999년에 축조된 것으로 드러나고 있다.

## 교량
- 국도 382호선 - 이 하천의 하류에 가설되어 있음.